# Història ambiental

La ciutat de Machu Picchu es va construir ca. 1450 aC, durant l'Imperi inca. Té unes vistes impressionants a les dues valls i una muntanya gairebé intransitable a l'esquena. Hi ha una àmplia disponibilitat d'aigua mineral i un terreny suficient per la provisió d'aliments. Els vessants que l'acompanyen s'hi adossen en forma de feixes, per reduir l'erosió del sòl, protegir-la de les esllavissades de terra, i crear forts pendents per dissuadir els possibles invasors

La història ambiental o mediambiental és l'estudi de la interacció humana amb el món natural al llarg del temps, posant en relleu el paper actiu de la natura en la seva influència amb els afers humans i com aquests darrers poden influir en el medi natural. Quan aquest rang temporal s'estudia fora de la presència humana a la Terra, els estudis d'aquesta relació es coneixen com a paleoclimàtics, paleobotànics o paleoecològics en general, sense vincular-se amb estudis estrictament històrics.
Com a disciplina, la història ambiental sorgí als Estats Units dins el moviment ecologista del 1960 a 1970. Gran part del seu impuls es deu a l'ímpetu de les preocupacions mediambientals en l'actualitat. Els estudis acadèmics se centraren en qüestions de conservació, però s'han ampliat per incloure-hi una història social i científica més general que tractés temes de ciutats, població o desenvolupament sostenible. En la mesura que tota la història es produeix en el món natural, la història ambiental tendeix a centrar-se en escales de temps, zones geogràfiques o temes clau. També és una àrea fortament multidisciplinària que comprén de forma àmplia les ciències humanes i naturals.
El concepte d'història ambiental es pot dividir en tres components principals. El primer, la natura en si mateixa i el seu canvi al llarg del temps. Inclou l'impacte físic dels éssers humans en el planeta Terra sobre la terra, aigua, atmosfera i biosfera. El segon aspecte versa sobre com els éssers humans utilitzen la natura. Tracta sobre les conseqüències mediambientals en la població creixent, una tecnologia més eficaç, i el canvi en els patrons de la producció industrial i el consum. Altres temes clau són la transició de comunitats de caçadors recol·lectors nòmades a l'agricultura, en el que es coneix com a Revolució neolítica, els efectes de l'expansió colonial i dels assentaments, i les conseqüències mediambientals i humanes de les revolucions industrials i tecnològiques. Finalment, els historiadors del medi ambient estudien com les persones consideren la natura -com les actituds, creences i valors influeixen en la interacció amb la natura, especialment en forma de mites, religió i ciència.

## Origen del nom i primers treballs
El 1967 Roderick Nash publicà Wilderness and the American Mind, una obra que ha esdevingut un text clàssic dels inicis de la història mediambiental. En un discurs adreçat a l'Organization of American Historians el 1969 (i publicat el 1970) Nash utilitza l'expressió "història ambiental", tot i que el 1972 es considera generalment la data en què es comença a utilitzar oficialment. El llibre de Samuel P. Hays Conservation and the Gospel of Efficiency: The Progressive Conservation Movement,1890-1920, publicat el 1959, tot i ser una contribució important a la història política nord-americana, ara també es considera un document fonamental en el camp de la història mediambiental. Hays és professor emèrit d'Història de la Universitat de Pittsburgh.

## Historiografia
J. R. McNeill, Richard White i J. Donald Hughes van publicar el 2014 un resum sobre historiografia ambiental per l'Oxford University Press dins el volum de 25 "assaigs" a l'Oxford Handbook of Environmental History.

### Definició
No hi ha cap definició universalment acceptada de la història ambiental. En termes generals, es tracta d'una història que intenta explicar per què el nostre entorn és com és i com la humanitat ha influït en el seu estat actual, així com exposar els problemes i les oportunitats que en tindrà en el futur. Donald Worster és àmpliament citat a partir de la definició que en donà el 1988, en la qual declarava que la història mediambiental és la "interacció entre les cultures humanes i el medi ambient en el passat".
El 2001, J. Donald Hughes va definir la disciplina com “l'estudi de les relacions humanes al llarg del temps amb les comunitats naturals de les quals formen part per explicar els processos de canvi que afecten aquesta relació”. I el 2006, com la "història que busca la comprensió dels éssers humans tal com han viscut, treballat i pensat en relació amb el món natural pels canvis en el temps". També "Com a mètode, la història ambiental és l'ús de l'anàlisi ecològica com a mitjà per entendre la història humana... una explicació dels canvis en les societats humanes, que es relacionen amb els canvis en el medi natural”. Els historiadors mediambientals també estan interessats en "el que la gent pensa de la natura i com han expressat aquestes idees les religions, cultura popular, literatura i l'art”. El 2003, J. R. McNeill la definí com "la història de les relacions mútues entre la humanitat i la resta de la natura".

### Debat
L'anàlisi històrica tradicional ha anat amb el temps ampliant el seu estudi d'activitats amb la influència d'algunes persones significatives en una anàlisi social, política, econòmica i cultural molt més àmplia. La història ambiental amplia encara més la temàtica de la història convencional. El 1988, Donald Worster assenyalà que la història ambiental "intenta fer que la història sigui més inclusiva en els seus relats" examinant el "paper i el lloc de la natura en la vida humana", i el 1993 que “la història ambiental explora les maneres en què el món biofísic ha influït en el curs de la història de la humanitat i en les formes en què les persones han reflexionat i tractat de transformar el seu entorn”. La interdependència dels factors humans i ambientals en la creació de paisatges s'expressa amb la noció de paisatge cultural. Worster també va qüestionar l'abast de la disciplina, preguntant: "Estudiem els éssers humans i la natura; per tant, qualsevol cosa humana o natural pot estar dins la nostra investigació?"
La història ambiental es considera generalment un subcamp de la història. Però alguns historiadors ambientals qüestionen aquesta hipòtesi, argumentant que mentre la història tradicional és la història humana, la història de les persones i les seves institucions," els humans no poden situar-se fora dels principis de la natura". En aquest sentit, argumenten que la història ambiental és una versió de la història humana en un context més ampli, amb menys dependència de l'antropocentrisme, tot i que el canvi antropogènic està en el centre del seu estudi.

#### Dimensions

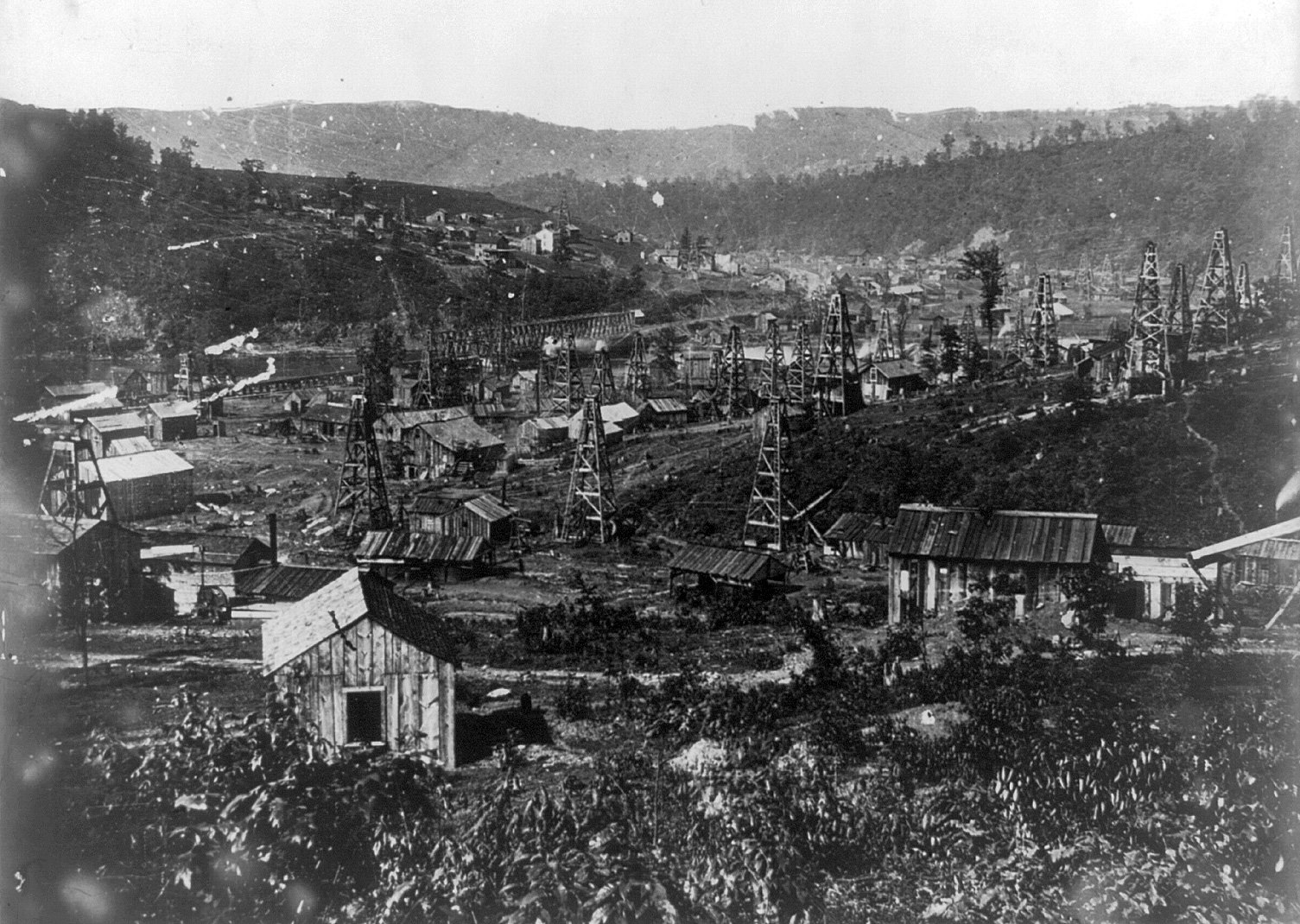
Vista general de Funkville el 1864, Oli Creek, Pennsilvània, EUA

J. Donald Hughes va respondre al punt de vista que la història ambiental és "lleugera en la teoria" o manca d'estructura teòrica en veure la qüestió a través de l'objectiu de tres "dimensions": natura i cultura, història i ciència, i escala. Aquest plantejament avança més enllà del reconeixement de Worster de tres grans grups de qüestions que tractarien els historiadors ambientals. Els dos historiadors reconeixen que l'èmfasi de les seves categories pot variar d'acord amb l'estudi particular, ja que alguns estudis es concentraran més clarament en la societat i en els afers humans, i altres en el medi ambient.

#### Temes
S'utilitzen diversos temes per a expressar aquestes dimensions històriques. Un enfocament històric més tradicional és analitzar la transformació de l'ecologia del món amb qüestions com la separació de l'ésser humà de la natura durant la Revolució neolítica, l'imperialisme i l'expansió colonial, l'exploració, el canvi agrícola, els efectes de la Revolució industrial i tecnològica, i l'expansió urbana. Els temes més mediambientals inclouen l'impacte humà per influències en la silvicultura, foc, canvi climàtic, sostenibilitat, etc. Segons Paul Warde, “la història cada vegada més sofisticada de la colonització i la migració pot assumir un aspecte ambiental, traçant els camins de les idees i espècies de tot el món i, de fet, provocant un major ús d'aquestes analogies i enteniments ”colonials" dels processos dins la història europea". La importància de l'empresa colonial a Àfrica, el Carib i l'oceà Índic ha estat detallada per Richard Grove. Gran part de la recerca consisteix en estudis de cas adreçats a nivells global, nacional i local.

#### Escala
Tot i que la història ambiental pot cobrir milers de milions d'anys d'història sobre la Terra, pot igualment preocupar-se per qüestions d'escala local i de breus períodes. Molts historiadors mediambientals s'ocupen de temes locals i d'històries d'àmbit regional i nacional. Alguns, en canvi, treballen en un àmbit més genèric que gira sobre tota la història de la humanitat: "cada període en la història humana", mentre que altres incorporen el període anterior a la presència humana al planeta Terra com a part legítima de la disciplina. Ian Simmons, en la seva obra Environmental History of Great Britain, cobreix un període d'aproximadament uns 10.000 anys. Hi ha una tendència a la diferència d'escales de temps entre els fenòmens naturals i socials: les causes del canvi ambiental que s'estenen en el temps poden tractar-se socialment durant un període relativament breu.
Malgrat que en tot moment les influències mediambientals s'estenen més enllà de regions i cultures geogràfiques particulars, durant el segle XX i principis del XXI el canvi ambiental antropogènic ha assumit proporcions globals. Principalment a causa del canvi climàtic com a aspecte més destacat, però també com a resultat dels assentaments, la propagació de malalties i la globalització del comerç mundial.

## Història

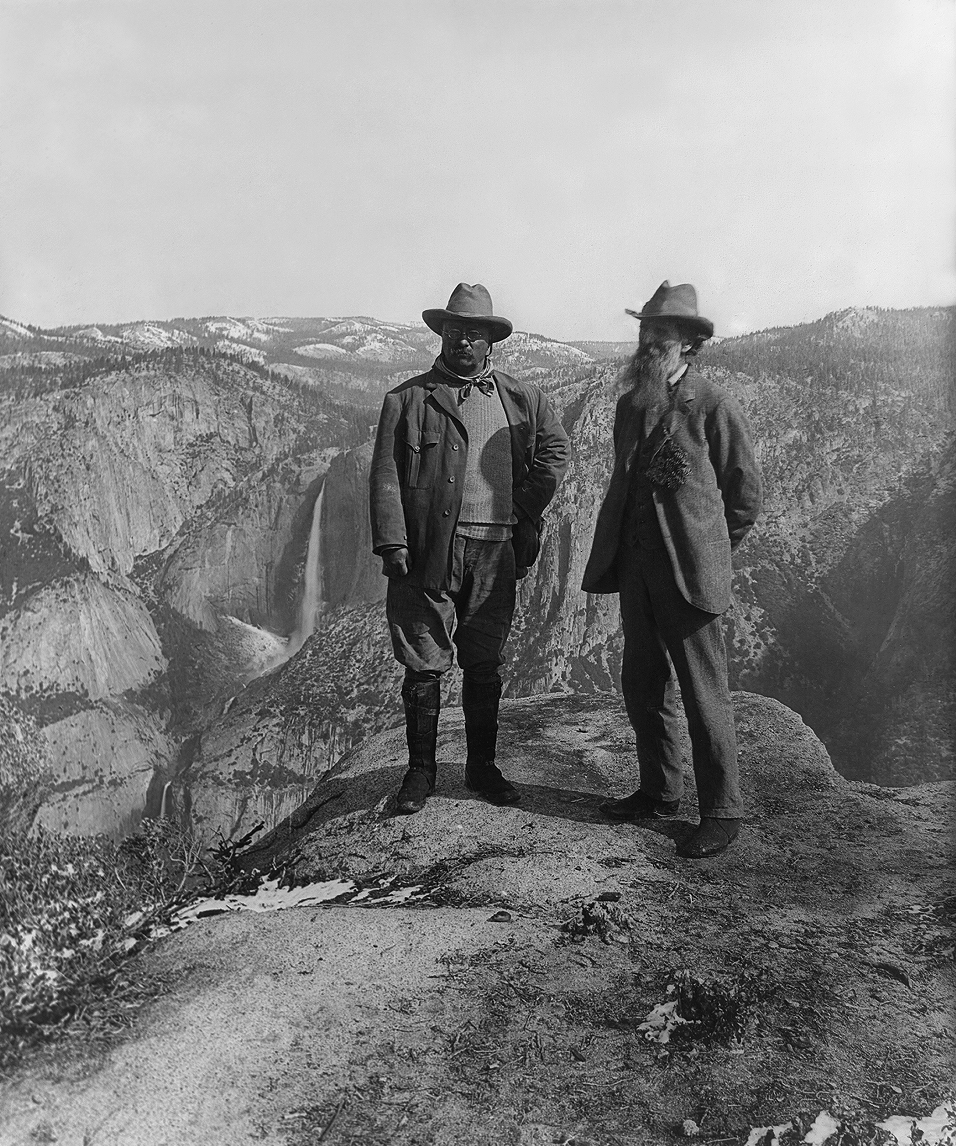
El conservacionista de la natura John Muir amb el president dels Estats Units Theodore Roosevelt (esquerra) sobre el Glacier Point al Parc Nacional de Yosemite

Les qüestions de la història ambiental es remunten a l'antiguitat, incloent-hi Hipòcrates, el pare de medicina, que afirmà que les diferents cultures i temperaments humans podrien estar relacionats amb l'entorn en què els pobles vivien en Aires, aigües, poblacions. Estudiosos tan diferents com Ibn Khaldun i Montesquieu van trobar el clima com un determinant clau del comportament humà. Durant la Il·lustració, es produí una consciència cada vegada més gran sobre el medi ambient, i els científics van abordar temes de sostenibilitat per la història natural i la medicinal. No obstant això, els orígens de la disciplina, tal com la coneixem avui dia, es remunten generalment al segle xx.

### França
El 1929, un grup d'historiadors francesos va fundar la revista Annales, en molts aspectes, un precursor de la història ambiental moderna, ja que tenia com a objecte les influències recíproques del medi ambient i la societat humana. La idea de l'impacte de l'entorn físic en les civilitzacions va ser adoptada per aquesta Escola dels Annales per descriure els desenvolupaments a llarg termini que configuren la història humana centrant-se en la història política i intel·lectual, cap a l'agricultura, demografia i geografia. Emmanuel Le Roy Ladurie, un alumne de l'Escola dels Annales, fou el primer a adoptar, en la dècada dels 50, la història del medi ambient de forma més contemporània. Un dels membres més influents dels Annales era Lucien Febvre (1878–1956), el llibre del qual A Geographical Introduction to History és ara un clàssic en la matèria.

### Estats Units
Els treballs empírics i teòrics més influents en el tema s'han realitzat als Estats Units, on van sorgir programes d'ensenyament i una generació d'historiadors mediambientals està avui dia plenament activa. Als Estats Units, la història mediambiental com un camp independent d'estudi sorgí de la reavaluació general i reforma cultural del 1960 i 1970 juntament amb l'ecologisme, la "història de la conservació ambiental", i la conscienciació sobre l'escala global d'alguns problemes ambientals. Aquesta fou, en gran part, una reacció a la manera com es representava la natura en la història en aquella època, que "retratava l'avanç de la cultura i tecnologia com l'alliberament dels humans de la dependència del món natural per proporcionar-los els mitjans per gestionar-lo [i] promoure el domini humà davant altres formes de vida i l'entorn natural, tot i accelerant la millora tecnològica i el creixement econòmic”. Els historiadors mediambientals van pretendre desenvolupar un corrent historiogràfic postcolonial que era "més inclusiu en les seves teories".
La inspiració moral i política dels historiadors mediambientals vingué donada per activistes i escriptors americans com Henry Thoreau, John Muir, Aldo Leopold, i Rachel Carson. La història ambiental "va promoure sovint una agenda moral i política, tot i que es convertí constantment en una empresa més erudita". Els primers intents per definir la disciplina es van portar a terme als Estats Units per Roderick Nash en la seva obra The State of Environmental History, i en altres treballs d'historiadors de l'oest com Frederick Jackson Turner, James Malin, i Walter Prescott Webb, que en van analitzar el procés de poblament. El seu treball fou ampliat per una segona generació d'historiadors ambientals més especialitzats, com Alfred Crosby, Samuel P. Fencs, Donald Worster, William Cronon, Richard White, Carolyn Merchant, J. R. McNeill, Donald Hughes i Chad Montrie als Estats Units, i Paul Warde, Sverker Sorlin, Robert A. Lambert, T. C. Smout i Peter Coates a Europa.

### Regne Unit
Encara que la història ambiental va créixer ràpidament després de 1970, només arribà a ser acceptada pels historiadors de l'Imperi britànic a partir de la dècada dels1990. Gregory Barton argumenta que el concepte de medi ambient sorgí dels estudis forestals i emfasitza el paper imperial britànic en aquesta investigació. Així mateix, exposa que el moviment imperial forestal a l'India, que neix al voltant de 1900, incorporava reserves governamentals, nous mètodes de protecció contra incendis i atenció a la gestió forestal que generaven molts ingressos. El resultat va facilitar la lluita entre els conservacionistes romàntics i el pragmatisme del món empresarial, promovent el compromís d'un nou i modern moviment ambientalista.
Els darrers anys, nombrosos investigadors citats per James Beattie han examinat l'impacte ambiental de l'imperi. Beinart i Hughes argumenten que el descobriment i l'ús comercial o científic de noves plantes fou una preocupació important en els segles xviii i xix.L'ús eficient de rius mitjançant embassaments i projectes de regadiu fou un mètode costós però important per augmentar la productivitat agrícola. Es van buscar maneres més eficaces d'utilitzar recursos naturals. Els britànics van comerciar amb plantes, fauna i mercaderies per tot el món, a vegades provocant un col·lapse ecològic i un canvi mediambiental radical. L'imperialisme també estimulà unes actituds més modernes cap a la natura, la botànica subvencionada i la investigació agrícola. Els investigadors han utilitzat l'exemple britànic per a examinar la utilitat del nou concepte de xarxes ecoculturals com a objectiu per examinar processos socials i mediambientals interconnectats i amplis.

## Segle XX

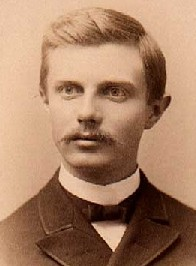
L'historiador de l'oest Frederick Jackson Turner (1861–1932)

Als Estats Units l'American Society for Environmental History es fundà el 1975, mentre que el 1991 es creà el primer institut dedicat específicament a la història ambiental a Europa, amb seu a la Universitat de St. Andrews a Escòcia. El 1986, es creà la fundació holandesa per a la història de la higiene i el medi natural Net Werk, publicava quatre butlletins a l'any. Al Regne Unit la White Horse Press a Cambridge publica des del 1995 la revista Environment and History, que pretén apropar els estudiosos de les humanitats i les ciències biològiques a la construcció de fonaments estables vers els problemes ambientals actuals. Una publicació similar, Tijdschrift voor Ecologische Geschiedenis (Journal for Environmental History) és una iniciativa flamencoholandesa que tracta principalment sobre aquests temes als Països Baixos i Bèlgica, tot i que també té un interès per la història ambiental europea. El 1999 la revista es va convertir en un anuari de la història ambiental. A Canadà, la Network in Canadian History and Environment facilita el creixement de la història mediambiental amb nombrosos tallers i una important infraestructura digital, incloent el seu lloc web i podcast.

A partir d'una trobada realitzada a Alemanya el 1999 es va voler coordinar la història mediambiental a Europa. Aquesta reunió donà com a resultat la creació de la Societat Europea per la Història Ambiental (ESEH) el mateix any. Només dos anys després de la seva creació l'ESEH feu la seva primera conferència internacional a St. Andrews, Escòcia. Al voltant de 120 acadèmics van assistir a la reunió i es van presentar 105 articles sobre temes que cobrien tot l'espectre de la història ambiental. La conferència mostrà que la història mediambiental és un camp viable i, des de llavors, s'ha estabilitzat a Europa amb un nombre de 400 membres, i continua creixent i organitzant conferències internacionals entre 2003 i 2005. El 1999 es crea el Centre d'Història Ambiental a la Universitat de Stirling. Alguns departaments d'història de les universitats europees ofereixen cursos introductoris de postgrau i història mediambiental. També organitzen cursos d'història ambiental a les universitats de Nottingham, Stirling i Dundee. Més recentment també a la Universitat de Göttingen d'Alemanya. El 2009 es fundà el Centre Rachel Carson per al Medi Ambient i la Societat (RCC), un centre internacional interdisciplinari per a la recerca i l'educació en humanitats ambientals i ciències socials, com a iniciativa conjunta de la Ludwig-Maximilians-Universität i el Deutsches Museu, amb el suport del Ministeri Federal d'Educació i Recerca (Alemanya). L'environmentandsociety.org és la plataforma digital de publicació i arxiu digital d'accés obert del Centre Rachel Carson.

## Disciplines relacionades
La història mediambiental vol fer de pont entre la bretxa existent entre les arts i ciències naturals, tot i que la balança pesa encara cap el costat de la ciència. Una llista definitiva de temes relacionats seria, de fet, molt llarga. Tanmateix, els més citats n'inclouen geografia històrica, història i filosofia de la ciència, història de la tecnologia i climatologia. En l'àmbit biològic, sobretot hi ha l'ecologia, la història ecològica, però també la silvicultura i especialment la història forestal, l'arqueologia i l'antropologia. Quan qualsevol tema es dedica a la defensa del medi ambient, té molt en comú amb l'ecologisme.
Amb la globalització creixent i l'impacte del comerç mundial en la distribució de recursos, la preocupació pel creixement dels recursos que estudia l'economia ambiental, i les nombroses desigualtats humanes de la història del medi ambient estan guanyant aliats en els camps de l'economia ecològica i mediambiental.
El compromís amb els pensadors sociològics i les humanitats és limitat, però no es pot ignorar mitjançant les creences i les idees que guien l'acció humana. Això s'ha percebut com una manca de suport de la historiografia tradicional.

## Claus del debat
Hi ha diverses temes de debat viu pel que fa a la història ambiental. Aquests inclouen la discussió sobre: si la defensa del medi natural pot restar objectivitat acadèmica. Molts treballs d'alt nivell han estat preparats per investigadors no historiadors. També cal tenir en compte com la natura i les persones han determinat el decurs de la història comuna, i com s'han interconnectat entre si i amb altres disciplines, amb una influència de la història encara predominant. Per a Paul Warde, la magnitud, l'abast i la difusió de l'esforç mediambiental requereixen un conjunt d'eines analítiques, "una sèrie de qüestions i línies comunes per avançar de manera col·lectiva" i un "problema central". Veu una manca d'"empremta humana" en els seus textos i suggereix que s'escrigui més per actuar en diferents fronts: a) com a font d'informació per científics mediambientals; b) per incorporar la idea de risc; c) una anàlisi més detallada del que vol dir "entorn"; d) per afrontar la manera en què la història ambiental està en desacord amb les humanitats, en posar l'accent en la divisió entre "explicacions materialistes i culturals o constructivistes per al comportament humà".

### Sostenibilitat global

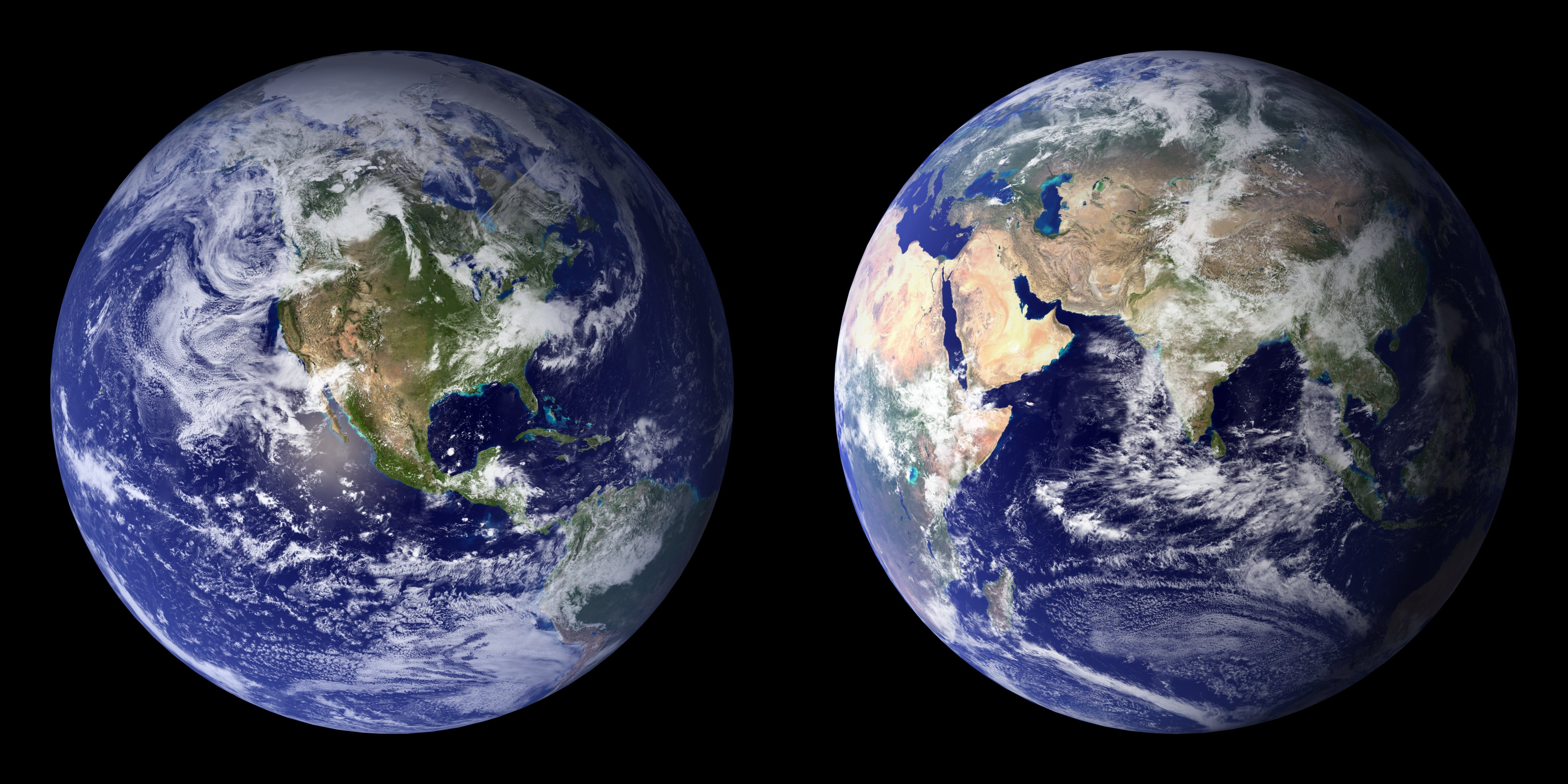
Aconseguir la sostenibilitat permetrà a la Terra continuar donant suport a la vida humana tal com la coneixem com el planeta blau (imatges de la NASA: 2001 (esquerra), 2002 (dreta)

Molts dels temes d'història ambiental examinen inevitablement les circumstàncies que han produït els problemes mediambientals dels nostres dies, un conjunt d'aspectes que desafien la sostenibilitat global i que comprenen: població, consumisme i materialisme, canvi climàtic, gestió dels residus, desforestació i pèrdua de biodiversitat, agricultura intensiva, extinció de les espècies, exhauriment dels recursos naturals, espècies invasores i desenvolupament urbà. El missatge senzill de l'ús sostenible de recursos renovables s'ha repetit sovint, ja des de 1864 quan George Perkins assenyalà que els canvis que fem al medi ambient poden reduir posteriorment els medis necessaris per al desenvolupament humà, de manera que qualsevol canvi s'hauria de fer amb molta cura, en interès propi. Richard Grove ha assenyalat que "els estats actuaran per evitar la degradació del medi ambient només quan els seus interessos econòmics estiguin en perill".

### Incidència política
No és clar si la història ambiental hauria de promoure una agenda moral o política. Les emocions fortes plantejades per l'ambientalisme, la conservació i la sostenibilitat poden interferir en l'objectivitat històrica: els tractaments polèmics i el fort relat polític poden comprometre l'objectivitat i la professionalitat. El compromís amb el procés polític té, sens dubte, els seus perills acadèmics. Encara que la precisió i el compromís amb el mètode històric no estan necessàriament amenaçats per la implicació ambiental, els historiadors ambientals tenen l'expectativa raonable que el seu treball influeixi en els responsables polítics.
Un canvi historiogràfic recent ha posat èmfasi en la desigualtat com a element de la història ambiental. Els desequilibris de poder en els recursos, la indústria i la política han provocat que la càrrega de la contaminació industrial es traslladés a poblacions menys desenvolupades tant en l'àmbit geogràfic com en el social. Un examen crític del moviment ecologista tradicional, des d'aquesta perspectiva històrica, faria constar les maneres en què els primers defensors de l'ecologisme van buscar la preservació estètica dels espais de la classe mitjana, i van protegir les seves pròpies comunitats dels pitjors efectes de la contaminació de l'aire i de l'aigua, sense tenir en compte la situació dels menys privilegiats.
Les comunitats amb menys poder econòmic i sociopolític sovint no tenen recursos per implicar-se en la defensa del medi ambient. La història ambiental posa de manifest cada vegada més les maneres en què el moviment mediambiental de la classe mitjana ha quedat curt i ha abandonat comunitats senceres. La recerca interdisciplinària ara entén la desigualtat històrica com a objectiu per predir futurs desenvolupaments socials en l'àmbit ambiental, especialment pel que fa al canvi climàtic. El Departament d'Afers Econòmics i Socials de les Nacions Unides adverteix que un planeta escalfat incrementarà les desigualtats ambientals i altres factors com: "a) l'exposició dels grups desfavorits als efectes adversos del canvi climàtic; (b) increment en la seva susceptibilitat als danys causats pel canvi climàtic, i (c) disminució de la seva capacitat per fer front i recuperar-se dels danys patits." Com a camp interdisciplinari que engloba una nova forma d'entendre la dinàmica de la justícia social en un clima global que canvia ràpidament, la història ambiental és inherentment defensora dels drets ambientals.

### Presentisme i culpabilitat
Amb l'acusació d'un "presentisme", de vegades s'afirma que, la història ambiental és simplement una reacció als problemes contemporanis, un "intent de llegir els esdeveniments i les preocupacions de finals del segle xx, períodes històrics en què no van ser operatius i, certament, no eren conscients de la participació social en aquells escenaris". Això està fortament relacionat amb la idea de culpabilitat. En el debat mediambiental sempre es pot repartir la culpa, però és més constructiu per al futur entendre els valors i els imperatius del període que es discuteix per tal que es determinin les causes i se n'expliqui el context.

### Determinisme mediambiental

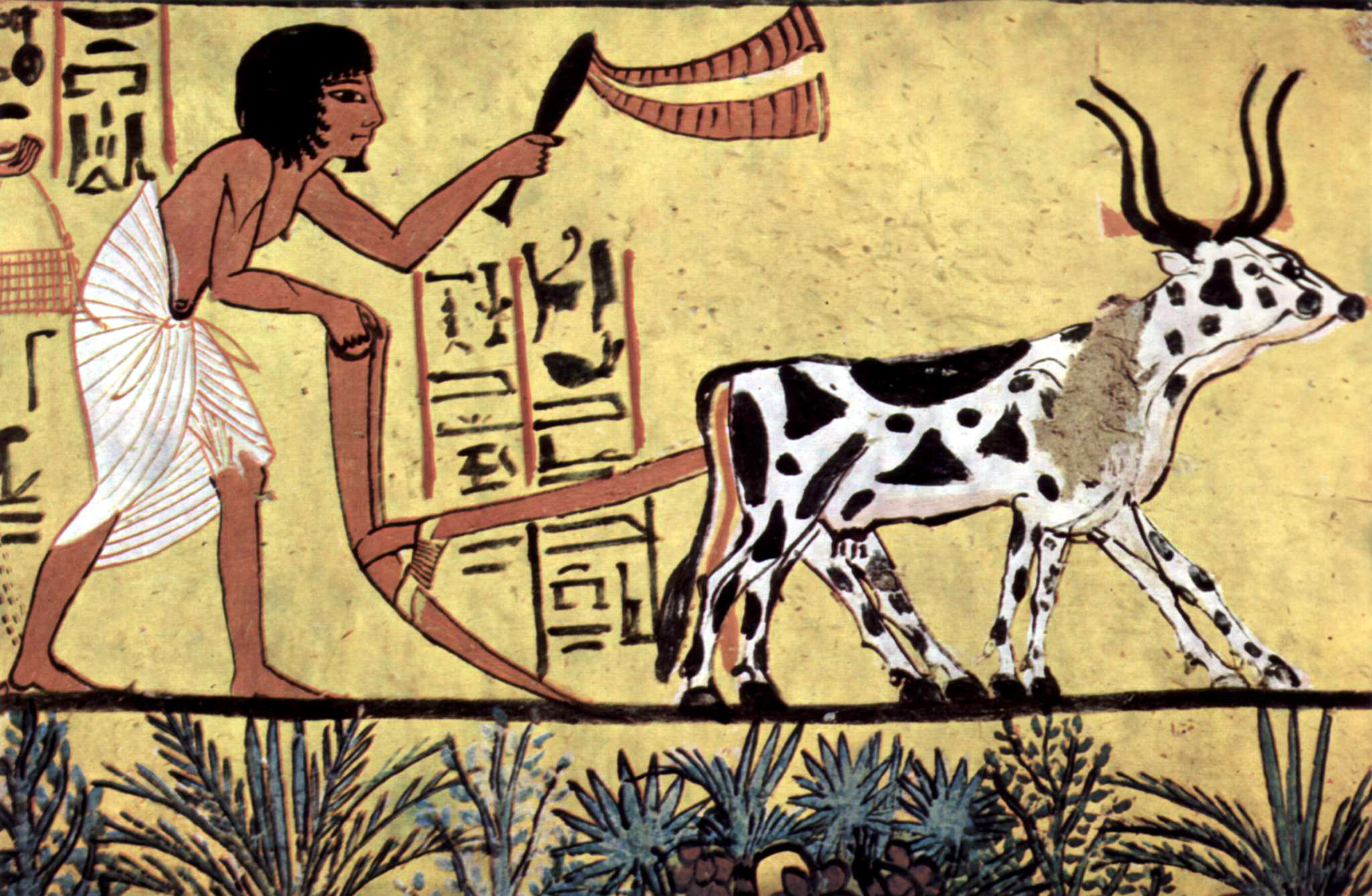
Pagès llaurant a l'Egipte antic. Mural a la cambra d'enterrament de l'artesà Sennedjem c. 1200 aC

Per alguns historiadors del medi ambient "les condicions generals de l'entorn, l'escala i la disposició de la terra i mar, la disponibilitat de recursos, i la presència o absència d'animals disponibles per a domesticació, i els organismes associats a vectors de malalties, fa que el desenvolupament de la cultura humana faci possible i fins i tot predisposi la direcció del seu desenvolupament" i que "la història estigui inevitablement guiada per forces que no són d'origen humà o subjectes a elecció humana". Aquest enfocament s'ha atribuït als historiadors ambientals nord-americans Webb i Turner i, més recentment, a Jared Diamond en el seu llibre Armes, gèrmens i acer, en què la presència o absència de vectors de malalties i recursos com plantes i animals que siguin d'una domesticació favorable pot no sols estimular el desenvolupament cultural humà sinó fins i tot determinar, fins a un cert punt, la direcció d'aquest desenvolupament. L'afirmació que el camí de la història ha estat forjat per forces ambientals i no culturals es coneix com a determinisme ambiental, mentre que, a l'altre extrem, hi ha el que es pot anomenar determinisme cultural. Un exemple de determinisme cultural seria la idea que la influència humana és tan generalitzada que la idea de natura intacta té poca validesa: que no hi ha cap manera de relacionar-se amb la natura sense la cultura.

## Metodologia

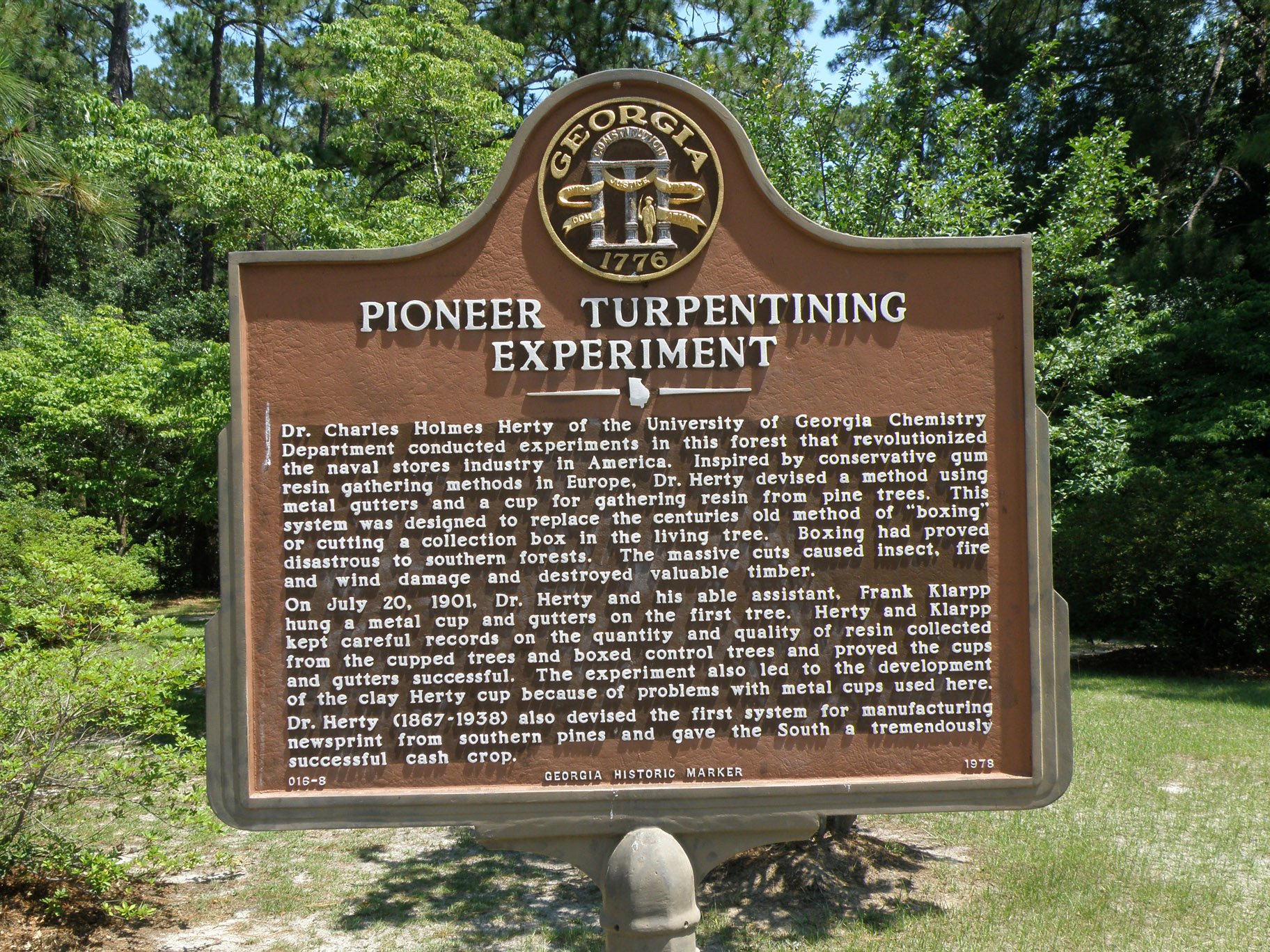
Enregistrament d'esdeveniments històrics

Donald Worster, Carolyn Merchant, William Cronon i Ian Simmons han donat orientacions útils sobre el procés de fer història ambiental. Les tres àrees temàtiques principals de Worster (medi ambient, impactes humans sobre el medi i pensament humà sobre el medi ambient) es consideren generalment com un punt de partida, ja que abasten moltes de les diferents habilitats necessàries. Les eines són les de la història i la ciència, amb un requisit de fluïdesa en el llenguatge de les ciències naturals i, sobretot, de l'ecologia. De fet, calen metodologies i idees de diverses ciències físiques i socials, ja que sembla que hi ha un acord universal que la història ambiental és, de fet, una assignatura multidisciplinària.

### Alguns textos clau
- Chakrabarti, Ranjan (ed), Does Environmental History Matter: Shikar, Subsistence, Sustenance and the Sciences (Kolkata: Readers Service, 2006).
- Chakrabarti, Ranjan (ed.), Situating Environmental History (New Delhi: Manohar, 2007).
- Cronon, William (ed), Uncommon Ground: Toward Reinventing Nature (Nova York: W.W. Norton & Company, 1995).
- Dunlap, Thomas R., Nature and the English Diaspora: Environment and History in the United States, Canada, Australia, and New Zealand . (NewYork/Cambridge: Cambridge University Press, 1999).
- Glacken, Clarence, Traces on the Rhodian Shore: Nature and Culture in Western Thought From Ancient Times to the End of the Nineteenth Century (Berkeley: University of California Press, 1967).
- Griffiths, Tom and Libby Robin (eds.), Ecology and Empire: The Environmental History of Settler Societies. (Keele: Keele University Press, 1997).
- Grove, Richard, Green Imperialism: Colonial Expansion, Tropical Island Edens and the Origins of Environmentalism, 1600-1860. (Cambridge University Press, 1995).
- Hughes, J.D., An Environmental History of the World: Humankind's Changing Role in the Community of Life (Oxford: Routledge, 2001).
- Hughes, J.D., "Global Environmental History: The Long View", Globalizations, Vol. 2 No. 3, 2005, 293-208.
- LaFreniere, Gilbert F., 2007. The Decline of Nature: Environmental History and the Western Worldview, Academica Press, Bethesda, MD ISBN 978-1933146409.
- MacKenzie, John M., Imperialism and the Natural World. (Manchester University Press, 1990).
- McCormick, John, Reclaiming Paradise: The Global Environmental Movement. (Bloomington: Indiana University Press, 1989).
- Rajan, Ravi S., Modernizing Nature: Forestry and Imperial Eco-Development, 1800-1950 (Oxford: Oxford University Press, 2006).
- Redclift, Michael R., Frontier: Histories of Civil Society and Nature (Cambridge, MA.: The MIT Press, 2006).
- Stevis, Dimitris, "The Globalizations of the Environment", Globalizations, Vol. 2 No. 3, 2005, 323-334.
- Williams, Michael, Deforesting the Earth: From Prehistory to Global Crisis. An Abridgement. (Chicago: University of Chicago Press, 2006).
- White, Richard, The Organic Machine: The Remaking of the Columbia River. (Hill and Wang, 1996).
- Worster, Donald, Nature's Economy: A Study of Ecological Ideals. (Cambridge University Press, 1977).
- Zeilinga de Boer, Jelle and Donald Theodore Sanders, Volcanoes in Human History, The Far-reaching Effects of Major Eruptions. (Princeton: Princeton University Press, 2002) ISBN 978-0691118383.

## Treballs transcendents per àrea
El 2004 un número temàtic d'Environment and History 10(4) proporcionava una visió conjunta de la història mediambiental que es practicava a Àfrica, Amèrica, Austràlia, Nova Zelanda, Xina i Europa, així com alguns temes tractats globalment. J. Donald Hughes (2006) també ha proporcionat un resum global de contribucions importants a la història mediambiental.
- George Perkins Marsh, Man and Nature; or, Physical Geography as Modified by Human Action, ed. David Lowenthal (Cambridge, MA: Belknap Press of Harvard University Press, 1965 [1864]).

### Àfrica

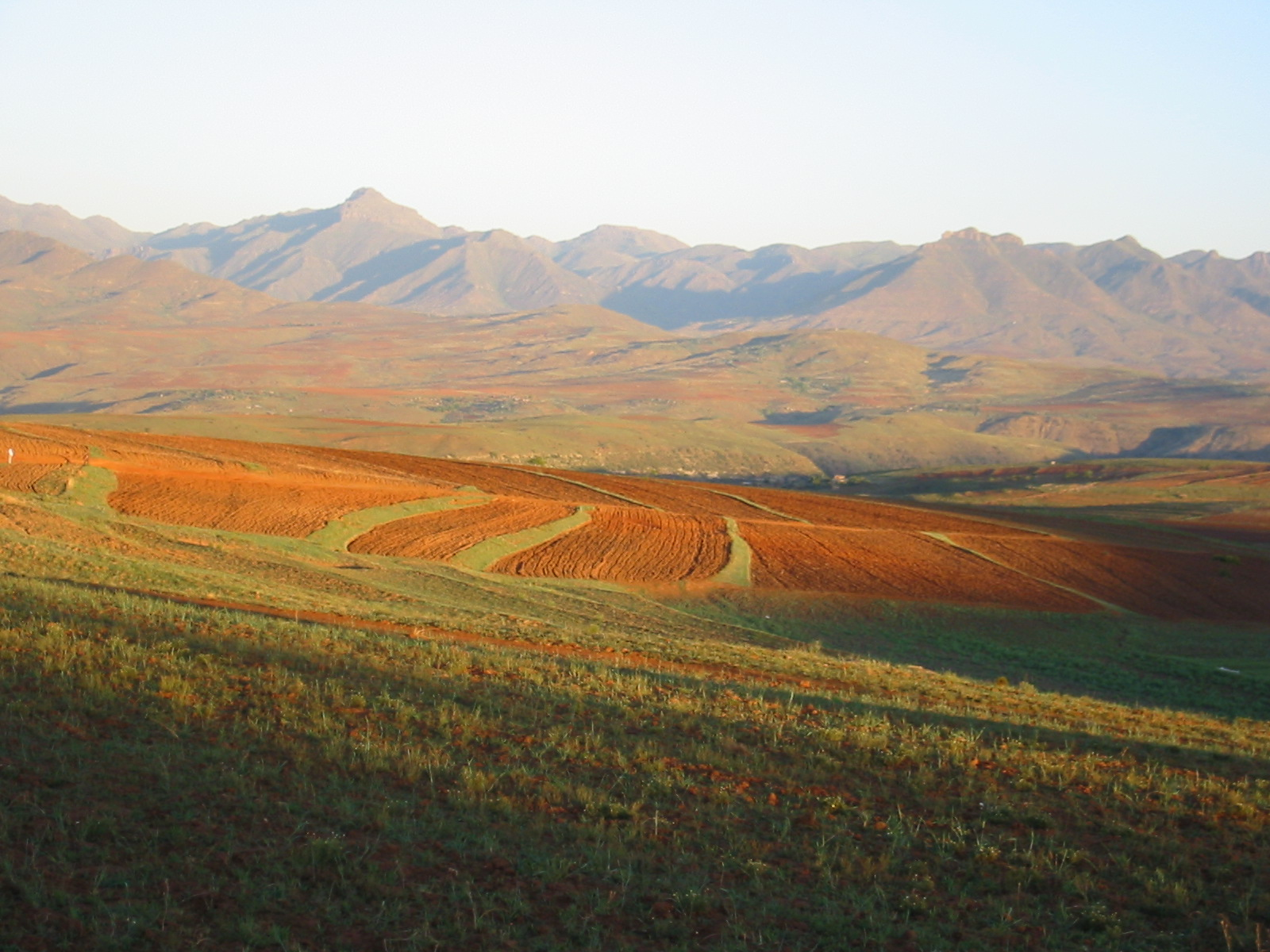
Paisatge africà: Lesotho

- Adams, Jonathan S. and Thomas McShane, The Myth of Wild Africa: Conservation without Illusion (Berkeley: University of California Press, 1996) 266p; covers 1900 to 1980.
- Anderson, David; Grove, Richard. Conservation in Africa: People, Policies & Practice (1988), 355pp.
- Bolaane, Maitseo. "Chiefs, Hunters & Adventurers: The Foundation of the Okavango/Moremi National Park, Botswana". Journal of Historical Geography. 31.2 (April 2005): 241-259.
- Carruthers, Jane. "Africa: Histories, Ecologies, and Societies," Environment and History, 10 (2004), pp. 379–406.
- Cock, Jacklyn and Eddie Koch (eds.), Going Green: People, Politics, and the Environment in South Africa (Cape Town: Oxford University Press, 1991).
- Dovers, Stephen, Ruth Edgecombe, and Bill Guest (eds.), South Africa's Environmental History: Cases and Comparisons (Athens: Ohio University Press, 2003).
- Green Musselman, Elizabeth, “Plant Knowledge at the Cape: A Study in African and European Collaboration,” International Journal of African Historical Studies, Vol. 36, 2003, 367-392.
- Jacobs, Nancy J., Environment, Power and Injustice: A South African History (Cambridge: Cambridge University Press, 2003).
- Maathai, Wangari, Green Belt Movement: Sharing the Approach and the Experience (Nova York: Lantern Books, 2003).
- McCann, James, Green Land, Brown Land, Black Land: An Environmental History of Africa, 1800-1990 (Portsmouth: Heinemann, 1999)
- Showers, Kate B. Imperial Gullies: Soil Erosion and Conservation in Lesotho (2005) 346 pp.
- Steyn, Phia, "The lingering environmental impact of repressive governance: the environmental legacy of the apartheid-era for the new South Africa", Globalizations, 2#3 (2005), 391-403.

### Antàrtida
- Pyne, S.J., The Ice: A Journey to Antarctica. (University of Iowa Press, 1986).

### Canadà
- Dorsey, Kurkpatrick. The Dawn of Conservation Diplomacy: U.S.-Canadian Wildlife Protection Treaties in the Progressive Era. (Washington: University of Washington Press, 1998).
- Wynn, Graeme. Canada and Arctic North America: An Environmental History. (Santa Barbara: ABC-CLIO, 2007).

### Estats Units
- Allitt, Patrick. A Climate of Crisis: America in the Age of Environmentalism (2014), wide-ranging scholarly history since 1950s excerpt.
- Andrews, Richard N.L., Managing the Environment, Managing Ourselves: A History of American Environmental Policy (Yale University Press, 1999).
- Bates, J. Leonard. "Fulfilling American Democracy: The Conservation Movement, 1907 to 1921", The Mississippi Valley Historical Review, (1957) 44#1 pp. 29–57, en JSTOR.
- Brinkley, Douglas G. The Wilderness Warrior: Theodore Roosevelt and the Crusade for America, (2009) excerpt and text search
- Carson, Rachel, Silent Spring (Cambridge, Mass.: Riverside Press, 1962).
- Cawley, R. McGreggor. Federal Land, Western Anger: The Sagebrush Rebellion and Environmental Politics (1993), on conservatives.
- Cronon, William, Changes in the Land: Indians, Colonists and the Ecology of New England (Nova York: Hill and Wang, 1983).
- Cronon, William, Nature's Metropolis: Chicago and the Great West (Nova York: W.W. Norton & Company, 1991).
- Flippen, J. Brooks. Nixon and the Environment (2000).
- Gottlieb, Robert, Forcing the Spring: The Transformation of the American Environmental Movement (Washington: Island Press, 1993).
- Hays, Samuel P. Conservation and the Gospel of Efficiency (1959), en Progressive Era.
- Hays, Samuel P. Beauty, Health, and Permanence: Environmental Politics in the United States, 1955–1985 (1987), the standard scholarly history.
- Hays, Samuel, Conservation and the Gospel of Efficiency: The Progressive Conservation Movement1890-1920 (Cambridge, MA: Harvard University Press, 1959).
  - Hays, Samuel P. A History of Environmental Politics since 1945 (2000), shorter standard history.
- King, Judson. The Conservation Fight, From Theodore Roosevelt to the Tennessee Valley Authority (2009).
- Merchant, Carolyn. American environmental history: An introduction (Columbia University Press, 2007).
- Merchant, Carolyn. The Columbia guide to American environmental history (Columbia University Press, 2012).
- Merchant, Carolyn. The Death of Nature: Women, Ecology and the Scientific Revolution (Nova York: Harper & Row, 1980).
- Nash, Roderick. The Rights of Nature: A History of Environmental Ethics (Madison: University of Wisconsin Press, 1989).
- Nash, Roderick. Wilderness and the American Mind, (4th ed. 2001), the standard intellectual history.
- Rice, James D. Nature and History in the Potomac Country: From Hunter-Gatherers to the Age of Jefferson (2009).
- Sale, Kirkpatrick. The Green Revolution: The American Environmental Movement, 1962-1999 (Nova York: Hill & Wang, 1993).
- Scheffer, Victor B. The Shaping of Environmentalism in America (1991).
- Stradling, David (ed), Conservation in the Progressive Era: Classic Texts (Washington: University of Washington Press, 2004), primary sources.
- Strong, Douglas H. Dreamers & Defenders: American Conservationists. (1988) online edition Arxivat 2007-12-01 a Wayback Machine., good biographical studies of the major leaders.
- Turner, James Morton, "The Specter of Environmentalism": Wilderness, Environmental Politics, and the Evolution of the New Right. The Journal of American History 96.1 (2009): 123-47, online at History Cooperative.
- Unger, Nancy C., Beyond Nature's Housekeepers: American Women in Environmental History. (Nova York: Oxford University Press, 2012).
- Worster, Donald, Under Western Skies: Nature and History in the American West (Oxford University Press, 1992).
- Melosi, Martin V., Coping with Abundance: Energy and Environment in Industrial America (Temple University Press, 1985).
- Steinberg, Ted, Down to Earth: Nature's Role in American History (Oxford University Press, 2002).
- {{{títol}}}. ISBN 0155028553.

### Llatinoamèrica i el Carib
- Boyer, Christopher R. Political Landscapes: Forests, Conservation, and Community in Mexico. (Durham: Duke University Press 2015.)
- Dean, Warren. With Broadax and Firebrand: The Destruction of the Brazilian Atlantic Forest. (Berkeley: University of California Press, 1995).
- Funes Monzote, Reinaldo. From Rainforest to Cane Field in Cuba: An Environmental History since 1492 (2008).
- Matthews, Andrew S. Instituting Nature: Authority, Expertise, and Power in Mexican Forests. (Cambridge: Massachusetts Institute of Technology Press, 2011.)
- Melville, Elinor. A Plague of Sheep: Environmental Consequences of the Conquest of Mexico (Cambridge: Cambridge University Press, 1994).
- Miller, Shawn William. An Environmental History of Latin America. (2007)
- Miller, Shawn William. Fruitless Trees: Portuguese Conservation and Brazil's Colonial Timber. Stanford: Stanford University Press 2000.
- Noss, Andrew and Imke Oetting. "Hunter Self-Monitoring by the Izoceño-Guarani in the Bolivian Chaco". Biodiversity & Conservation. 14.11 (2005): 2679-2693.
- Raffles, Hugh, et al. "Further Reflections on Amazonian Environmental History: Transformations of Rivers and Streams". Latin American Research Review. Vol. 38, Number 3, 2003: 165–187.
- Santiago, Myrna I. The Ecology of Oil: Environment, Labor, and the Mexican Revolution, 1900-1938. Cambridge: Cambridge University Press 2006.
- Simonian, Lane. Defending the Land of the Jaguar: A History of Conservation in Mexico. (Austin: University of Texas Press, 1995)
- Wakild, Emily. Revolutionary Parks: Conservation, Social Justice, and Mexico's National Parks, 1910-1940. Tucson: University of Arizona Press 2012.

### Àsia

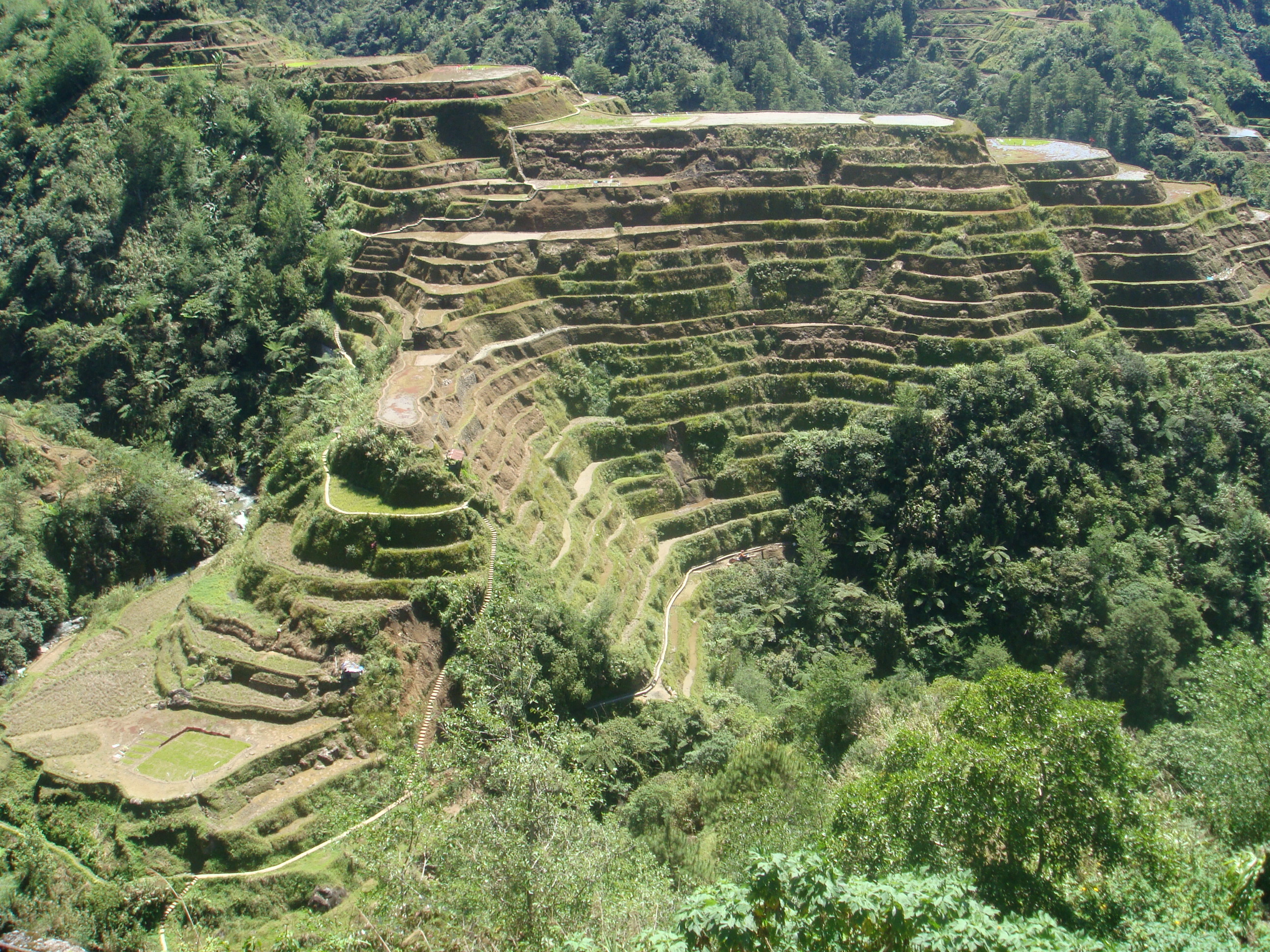
Terrasses d'arròs a Banaue, Filipines, on varietats tradicionals n'han crescut durant milers d'anys

- Boomgaard, Peter, ed. Paper Landscapes: Explorations in the Environment of Indonesia (Leiden: KITLV Press, 1997).
- Burke III, Edmund, "The Coming Environmental Crisis in the Middle East: A Historical Perspective, 1750-2000 CE" (April 27, 2005). UC World History Workshop. Essays and Positions from the World History Workshop. Paper 2.
- David, A. & Guha, R. (eds) 1995. Nature, Culture, Imperialism: Essays on the Environmental History of South Asia. Delhi, India: Oxford University Press.
- Elvin, Mark & Ts'ui-jung Liu (eds.), Sediments of Time: Environment and Society in Chinese History (Cambridge University Press, 1998).
- Fisher, Michael. An Environmental History of India: From Earliest Times to the Twenty-First Century (Cambridge UP, 2018).
- Gadgil, M. and R. Guha. This Fissured Land: An Ecological History of India (University of California Press, 1993).
- Grove, Richard, Vinita Damodaran, and Satpal Sangwan (eds.) Nature & the Orient: The Environmental History of South and Southeast Asia (Oxford University Press, 1998).
- Hill, Christopher V., South Asia: An Environmental History (Santa Barbara: ABC-Clio, 2008).
- Menzie, Nicholas, Forest and Land Management in Late Imperial China (London, Macmillan Press. 1994).
- Maohong, Bao, "Environmental History in China", Environment and History, Volume 10, Number 4, November 2004, pp. 475–499.
- Marks, R. B., Tigers, rice, silk and silt. Environment and economy in late imperial South China (Cambridge: Cambridge University Press, 1998).
- Perdue, Peter C., "Lakes of Empire: Man and Water in Chinese History”, Modern China, 16 (January 1990): 119 - 29.
- Shapiro, Judith, Mao's War against Nature: Politics and the Environment in Revolutionary China (Nova York: Cambridge University Press. 2001) ISBN 978-0521786805.
- Shiva, Vandana, Stolen Harvest: the Hijacking of the Global Food Supply (Cambridge MA: South End Press, 2000), ISBN 0-89608-608-9.
- Totman, Conrad D., The Green Archipelago: Forestry in Preindustrial Japan (Berkeley: University of California Press, 1989).
- Totman, Conrad D., Pre-industrial Korea and Japan in Environmental Perspective (Leiden: Brill, 2004).
- Ts'ui-jung Liu, Sediments of Time: Environment and Society in Chinese History (Cambridge University Press, 1998).
- Tull, Malcolm, and A. R. Krishnan. "Resource Use and Environmental Management in Japan, 1890-1990", in: J.R. McNeill (ed), Environmental History of the Pacific and the Pacific Rim (Aldershot Hampshire: Ashgate Publishing, 2001).
- Yok-shiu Lee and Alvin Y. So, Asia's Environmental Movements: Comparative Perspectives (Armonk: M.E. Sharpe, 1999).

### Europa

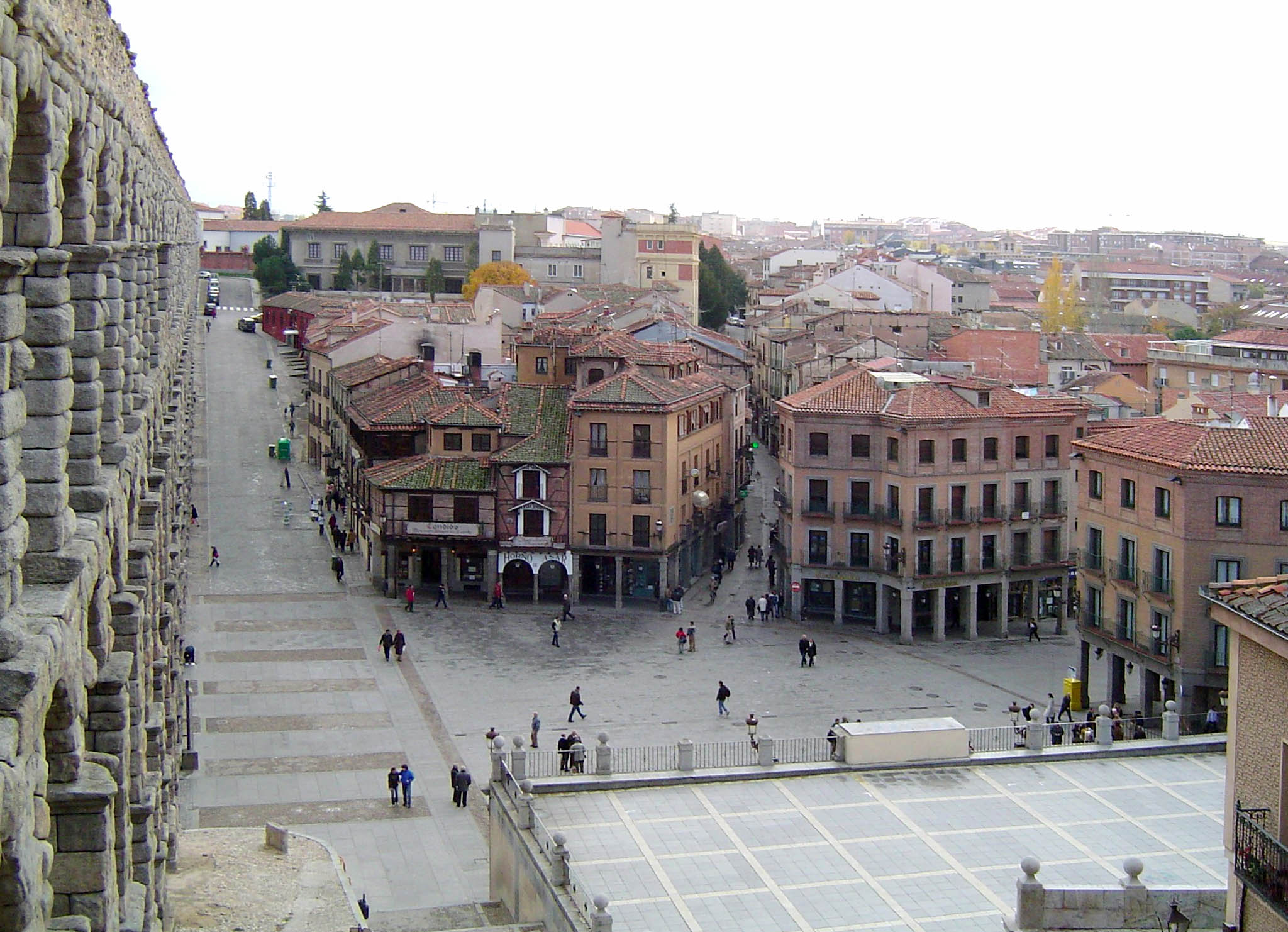
Aqüeducte romà i plaza, Segòvia, estat espanyol

- Brimblecombe, Peter and Christian Pfister, The Silent Countdown: Essays in European Environmental History (Berlin: Springer-Verlag, 1993).
- Crosby, Alfred W., Ecological Imperialism: The Biological Expansion of Europe, 900-1900 (Cambridge: Cambridge University Press, 1986).
- Christensen, Peter, Decline of Iranshahr: Irrigation and Environments in the History of the Middle East, 500 B.C. to 1500 A.D (Austin: University of Texas Press, 1993).
- Ditt, Karl, 'Nature Conservation in England and Germany, 1900-1970: Forerunner of Environmental Protection?', Contemporary European History 5:1-28.
- Hughes, J. Donald, Pan's Travail: Environmental Problems of the Ancient Greeks and Romans (Baltimore: Johns Hopkins, 1994).
- Hughes, J. Donald, The Mediterranean. An Environmental History (Santa Barbara: ABC-Clio, 2005).
- Martí Escayol, Maria Antònia. La construcció del concepte de natura a la Catalunya moderna (Barcelona: Universitat Autonoma de Barcelona, 2004).[63]
- Martí Escayol, Maria Antònia. «The environmental history of the Catalan-speaking lands». Catalan Historical Review, 2019, p. 43-55, Arxivat [Date missing], at raco.cat Error: unknown archive URL
- Netting, Robert, Balancing on an Alp: Ecological Change and Continuity in a Swiss Mountain Community (Cambridge University Press, 1981).
- Parmentier, Isabelle, dir., Ledent, Carole, coll., La recherche en histoire de l'environnement: Belgique, Congo, Rwanda, Burundi, Namur, 2010 (Coll. Autres futurs).
- Stephen J. Pyne, Vestal Fire. An Environmental History, Told through Fire, of Europe and Europe's Encounter with the World (Seattle, University of Washington Press, 1997).
- Richards, John F., The Unending Frontier: Environmental History of the Early Modern World (Berkeley: University of California Press, 2003).
- Whited, Tamara L. (ed.), Northern Europe. An Environmental History (Santa Barbara: ABC-Clio, 2005).

### Austràlia, Nova Zelanda i Oceania

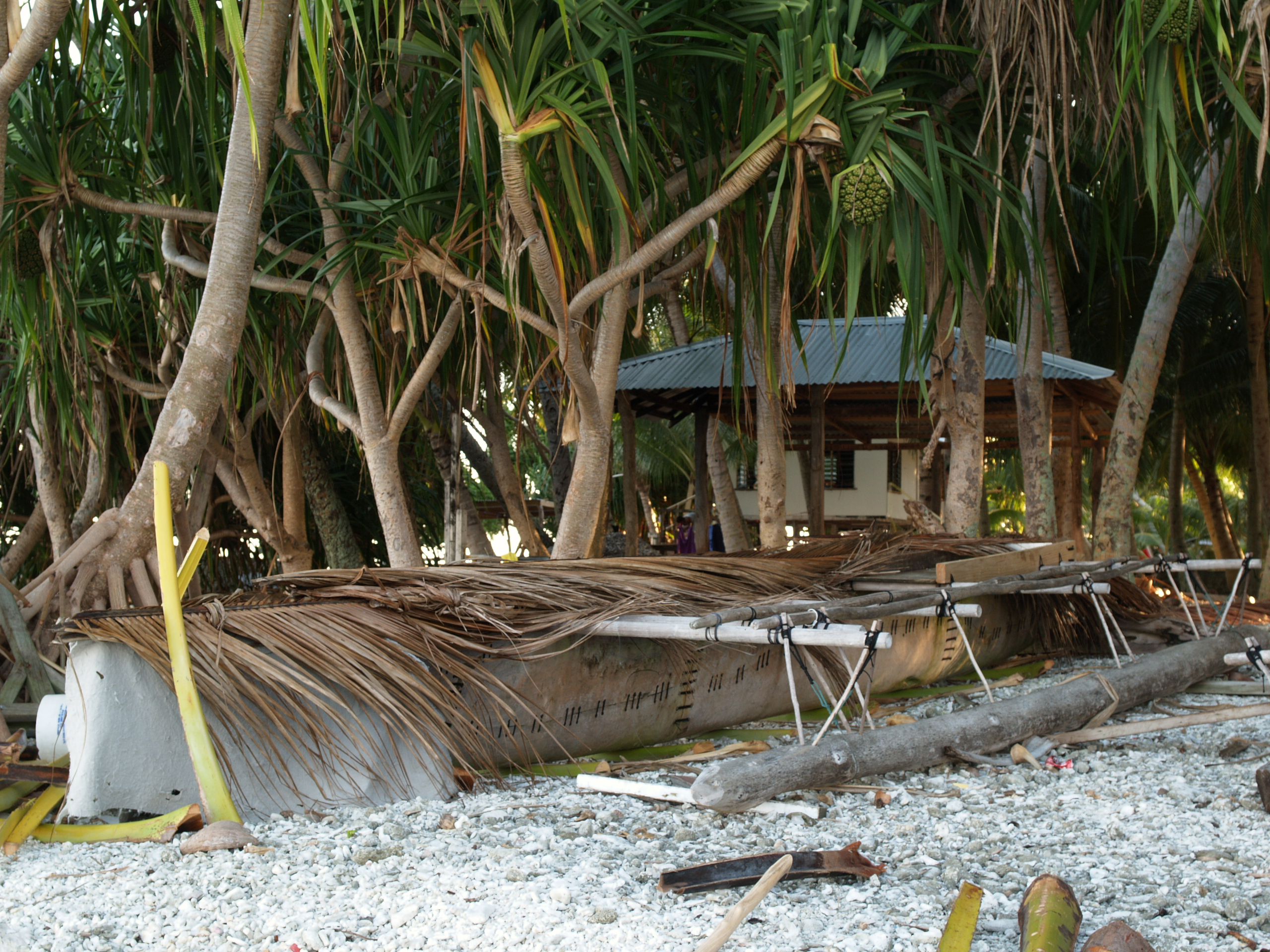
Canoa de la Polinèsia

- Bennett, Judith Ann, Natives and Exotics: World War II and Environment in the Southern Pacific (Honolulu: University of Hawai'i Press, 2009).
- Bennett, Judith Ann, Pacific Forest: A History of Resource Control and Contest in Solomon Islands, c. 1800-1997 (Cambridge and Leiden: White Horse Press and Brill, 2000).
- Bridgman, H. A., "Could climate change have had an influence on the Polynesian migrations?", Palaeogeography, Palaeoclimatology, Palaeoecology, 41(1983) 193-206.
- Brooking, Tom and Eric Pawson, Environmental Histories of New Zealand (Oxford: Oxford University Press, 2002).
- Carron, L.T., A History of Forestry in Australia (Canberra, 1985).
- Cassels, R., "The Role of Prehistoric Man in the Faunal Extinctions of New Zealand and other Pacific Islands", in Martin, P. S. and Klein, R. G. (eds.) Quaternary Extinctions: A Prehistoric Revolution (Tucson, The University of Arizona Press, 1984).
- D'Arcy, Paul, The People of the Sea: Environment, Identity, and History in Oceania (Honolulu: University of Hawai'i Press, 2006).
- Dargavel, John (ed.), Australia and New Zealand Forest Histories. Short Overviews, Australian Forest History Society Inc. Occasional Publications, No. 1 (Kingston: Australian Forest History Society, 2005).
- Dovers, Stephen (ed), Essays in Australian Environmental History: Essays and Cases (Oxford: OUP, 1994).
- Dovers, Stephen(ed.), Environmental History and Policy: Still Settling Australia (South Melbourne: Oxford University Press, 2000).
- Flannery, Tim, The Future Eaters, An Ecological History of the Australian Lands and People (Sydney: Reed Books,1994) ISBN 0-8021-3943-4.
- Garden, Don, Australia, New Zealand, and the Pacific. An Environmental History (Santa Barbara: ABC-Clio, 2005).
- Hughes, J. Donald, "Nature and Culture in the Pacific Islands", Leidschrift, 21 (2006) 1, 129-144.
- Hughes, J. Donald, "Tahiti, Hawaii, New Zealand: Polynesian impacts on Island Ecosystems", in: An Environmental History of the World. Humankind"s Changing Role in the Community of Life, (London & New York, Routledge, 2002).
- James Beattie, "Environmental Anxiety in New Zealand, 1840-1941: Climate Change, Soil Erosion, Sand Drift, Flooding and Forest Conservation", Environment and History 9(2003): 379-392.
- Knight, Catherine, New Zealand's Rivers: An Environmental History (Christchurch: Canterbury University Press, 2016).
- McNeill, John R., "Of Rats and Men. A Synoptic Environmental History of the Island Pacific", Journal of World History, Vol. 5, no. 2, 299-349
- Pyne, Stephen, Burning Bush: A Fire History of Australia (New York, Henry Holt, 1991).
- Robin, Libby, Defending the Little Desert: The Rise of Ecological Consciousness in Australia (Melbourne: MUP, 1998).
- Robin, Libby, How a Continent Created a Nation (Sydney: University of New South Wales Press, 2007).
- Robin, Libby, The Flight of the Emu: A Hundred Years of Australian Ornithology 1901-2001, (Melbourne: Melbourne University Press, 2000).
- Smith, Mike, Hesse, Paul (eds.), 23 Degrees S: Archaeology and Environmental History of the Southern Deserts (Canberra: National Museum of Australia Press, 2005).
- Star, Paul, "New Zealand Environmental History: A Question of Attitudes", Environment and History 9(2003): 463-475.
- Young, Ann R.M, Environmental Change in Australia since 1788 (Oxford University Press, 2000).
- Young, David, Our Islands, Our Selves: A History of Conservation in New Zealand (Dunedin: Otago University Press, 2004).

### Regne Unit
- Beinart, William and Lotte Hughes, Environment and Empire (Oxford, 2007).
- Clapp, Brian W., An Environmental History of Britain Since the Industrial Revolution (London, 1994). excerpt.
- Grove, Richard, Green Imperialism: Colonial Expansion, Tropical Island Edens and the Origins of Environmentalism, 1600–1860 (Cambridge, 1994).
- Lambert, Robert, Contested Mountains (Cambridge, 2001).
- Mosley, Stephen, The Chimney of the World: A History of Smoke Pollution in Victorian and Edwardian Manchester (White Horse, 2001).
- Porter, Dale, The Thames Embankment: Environment, Technology, and Society in Victorian London, (University of Akron, 1998).
- Simmonds, Ian G., Environmental History of Great Britain from 10,000 Years Ago to the Present (Edinburgh, 2001).
- Sheail, John, An Environmental History of Twentieth-Century Britain (Basingstoke, 2002).
- Thorsheim, Peter, Inventing Pollution: Coal, Smoke, and Culture in Britain since 1800 (Ohio University, 2006).

## Futur

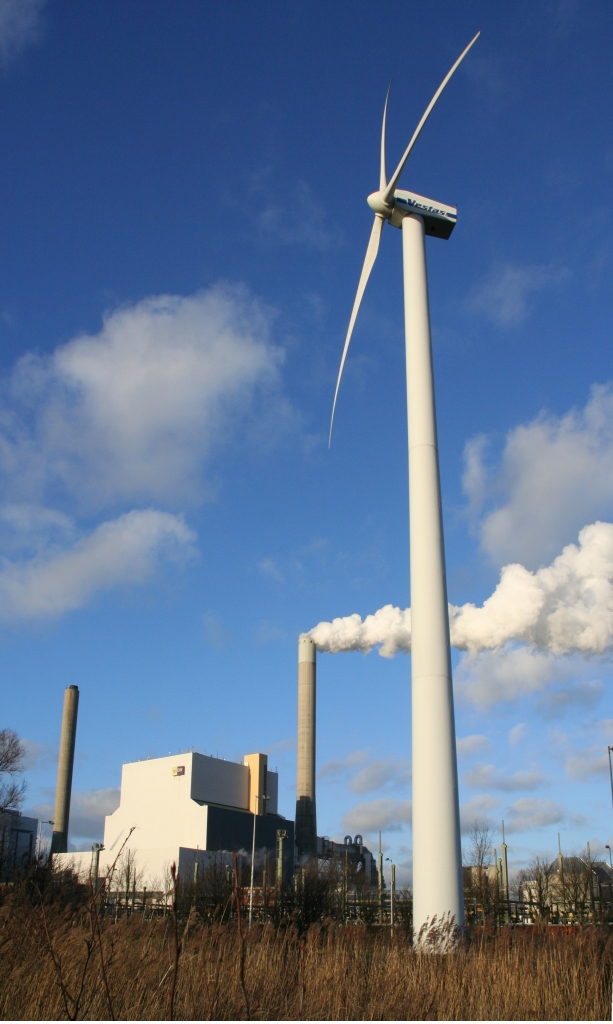
Usos humans vells i nous de l'atmosfera

La història ambiental, com tots els estudis històrics, comparteix l'esperança que, amb un examen de successos passats, sigui possible forjar-ne un futur més favorable. En particular, una major profunditat del coneixement històric pot informar de les controvèrsies mediambientals i orientar les decisions polítiques.
La disciplina continua oferint noves perspectives i col·laboració entre acadèmics amb diferents bagatges disciplinaris, proporcionant un context històric millorat als problemes de recursos i medi ambient. Sembla que no hi ha dubte que, amb la preocupació creixent pel nostre futur ambiental, la història mediambiental continuarà pel camí de la defensa del medi ambient des de la qual s'origina: "l'impacte humà en els sistemes vius del planeta no ens acosta més a la utopia, sinó a la crisi de supervivència". Els temes clau seguirant sent el creixement de la població, el canvi climàtic, els conflictes sobre la política ambiental en diferents nivells d'organització humana, l'extinció, les invasions biològiques, les conseqüències mediambientals de la tecnologia, especialment la biotecnologia, l'oferta reduïda de recursos energètics, materials i l'aigua. Hughes comenta que els historiadors del medi ambient "es veuran cada vegada més reptats per la necessitat d'explicar els antecedents de l'economia de mercat mundial i els seus efectes sobre l'entorn global. Les instrumentalitats supranacionals amenacen de dominar la conservació en un impuls del que es diu desenvolupament sostenible, però que, de fet, no preveu límits al creixement econòmic". Hughes també assenyala que "la història mediambiental està notablement absent de nacions que rebutgen amb més seguretat les influències nord-americanes o occidentals".
Michael Bess veu el món cada vegada més impregnat de tecnologies potents en un procés que anomena "artificialització" que s'ha anat accelerant des del 1700, però a un ritme molt ràpid després de 1945. Durant els cinquanta anys següents, aquest procés transformador té moltes probabilitats de capgirar el nostre món físic i la nostra societat. Els historiadors del medi ambient poden "tenir un paper vital ajudant la humanitat a entendre el vendaval artificial que hem deslliurat al nostre planeta i sobre nosaltres mateixos".
En aquest context "la història ambiental pot donar una perspectiva essencial, oferint coneixement del procés històric que ha conduït a la situació actual, donant exemples de problemes i solucions passades i una anàlisi de les forces històriques que s'han de tractar". O, tal com ho ha expressat William Cronon, "la viabilitat i l'èxit de les noves maneres humanes d'existir dins les limitacions del medi ambient i dels seus recursos requereix una comprensió del passat i una articulació d'una nova ètica per al futur."

### Revistes relacionades
Les revistes clau en aquest camp inclouen: 
- Environment and History
- Environmental History, co-editada per l'American Society for Environmental History i la Forest History Society
- Global Environment: A Journal of History and Natural and Social Sciences

### Global
- Barton, Gregory A. 2002. Empire, Forestry and the Origins of Environmentalism, - covers British Empire
- Bolton, Geoffrey 1981. Spoils and Spoilers: Australians Make Their Environment, 1788-1980. 197pp
- Clover, Charles. 2004. The End of the Line: How overfishing is changing the world and what we eat. Ebury Press, London. ISBN 0-09-189780-7
- Guha, Ramachandra. 1999 Environmentalism: A Global History
- Jones, Eric L. 1991. "The History of Natural Resource Exploitation in the Western World," Research in Economic History, Supplement 6, pp 235–252
- Krech, Shepard; McNeill, John R; Merchant, Carolyn. Encyclopaedia of World Environmental History Vol 1–3.  Londres: Routledge, 2003. ISBN 978-0-415-93732-0.
- McNeill, John R. Something New Under the Sun: An Environmental History of the Twentieth-Century World (Global Century Series).  Nova York: W. W. Norton & Company, 2001. ISBN 978-0-393-32183-8.
- Ponting, Clive. A New Green History of the World: The Environment and the Collapse of Great Civilizations.  Londres: Penguin, 2007 (rev. edn). ISBN 978-0-14-303898-6.
- Simmons, Ian G. Environmental History: A Concise Introduction.  Oxford: Blackwell, 1993. ISBN 1-55786-445-4.
- Richards, J.F. 2003. The Unending Frontier: An Environmental History of the Early Modern World (University of California Press)
- Simmons, I.G. 1993. Environmental History: A Concise Introduction. (Blackwell)
- Simmons, I.G. 1996. Changing the Face of the Earth: Culture, Environment, History, 2nd Edition. Blackwell.
- Takács-Sánta A. 2004. "The major transitions in the history of human transformation of the biosphere," Human Ecology Review 11, 51-66.
- Williams, M. 2003. Deforesting the Earth: From Prehistory to Global Crisis. (University of Chicago Press.)

### Asia & Orient Mitjà
- Biggs, David. Quagmire: Nation-Building and Nature in the Mekong Delta (2011)
- Economy, Elizabeth. The River Runs Black: The Environmental Challenge to China's Future (2010)
- Elvin, Mark. The Retreat of the Elephants: An Environmental History of China (2006) online
- Gadgil, Madhav, and Ramachandra Guha. This Fissured Land: An Ecological History of India (1993)
- Grove, Richard H.; Damodaran, Vinita; Sangwan, Satpal. Nature and the Orient: The Environmental History of South and Southeast Asia (1998) 1036pp
- Johnson, Erik W., Saito, Yoshitaka, and Nishikido, Makoto. "Organizational Demography of Japanese Environmentalism,"
- Shapiro, Judith. "Mao's War against Nature" (Cambridge University Press, 2001).
- Sociological Inquiry, Nov 2009, Vol. 79 Issue 4, pp 481–504
- Mikhail, Alan, ed. Water on Sand: Environmental Histories of the Middle East and North Africa (Oxford University Press; 2013) 326 pages; scholarly essays on plague and environment in late Ottoman Egypt, the rise and fall of environmentalism in Lebanon, the politics of water in the making of Saudi Arabia, etc.
- Peloso, Nancy Lee. Rich Forests, Poor People: Resource Control and Resistance in Java. Berkeley and Los Angeles: University of California Press 1992.
- Thapar, Valmik. Land of the Tiger: A Natural History of the Indian Subcontinent (1998) 288pp

### Europa i Rússia
- Bonhomme, Brian. Forests, Peasants and Revolutionaries: Forest Conservation & Organization in Soviet Russia, 1917-1929 (2005) 252pp
- Campopiano, M., “Evolution of the Landscape and the Social and Political Organisation of Water Management: the Po Valley in the Middle Ages (Fifth to Fourteenth Centuries)”, in Borger, de Kraker, Soens, Thoen and Tys, Landscapes or seascapes?, (CORN, 13), 2013, 313-332
- Cioc, Mark. The Rhine: An Eco-Biography, 1815-2000 (2002).
- Clapp, Brian William. An environmental history of Britain since the industrial revolution (Routledge, 2014).
- Hoffmann, Richard. An Environmental History of Medieval Europe (2014)
- Smout, T. Christopher. Nature contested: environmental history in Scotland and Northern England since 1600 (2000)
- Warren, Charles R. Managing Scotland's environment (2002)
- Weiner, Douglas R. Models of Nature: Ecology, Conservation and Cultural Revolution in Soviet Russia (2000) 324pp; covers 1917 to 1939
- . ISBN 9781861894533.

### Historiografia
- Arndt, Melanie: Environmental History, Version: 3, in: Docupedia Zeitgeschichte, 23. August 2016
- Beattie, James. "Recent Themes in the Environmental History of the British Empire," History Compass (Feb 2012) 10#2 pp 129–139.
- Bess, Michael, Mark Cioc, and James Sievert, "Environmental History Writing in Southern Europe," Environmental History, 5 (2000), pp. 545–56;
- Bess, Michael; Bess, M.; Giles-Vernick, T.; Gugliotta, A.; Guha, R.; Hall, M.; Igler, D.; Jones, S. D.; Lekan, T.; 8 «Anniversary Forum: What Next for Environmental History?». Environmental History, 10, 1, 2005, pàg. 30–109. DOI: 10.1093/envhis/10.1.30.
- Bess, Michael «Artificialization and its Discontents». Environmental History, 10, 1, 2005b, pàg. 5 para.
- Cioc, Mark, Björn-Ola Linnér, and Matt Osborn, "Environmental History Writing in Northern Europe," Environmental History, 5 (2000), pp. 396–406
- Coates, Peter. "Emerging from the Wilderness (or, from Redwoods to Bananas): Recent Environmental History in the United States and the Rest of the Americas," Environment and History 10 (2004), pp. 407–38
- Conway, Richard. "The Environmental History of Colonial Mexico," History Compass (2017) 15#7 DOI: 10.1111/hic3.12388
- Cronon, William (ed.). Uncommon Ground: Toward Reinventing Nature.  Nova York: W W Norton, 1995. ISBN 0-393-03872-6.
- Dovers, Stephen (ed.). Essays in Australian Environmental History: Essays and Cases.  Oxford: Oxford University Press, 1994. ISBN 0-19-553482-4.
- Febvre, Lucien. A Geographical Introduction to History.  Nova York: Alfred A Knopf, 1925. ISBN 0-7103-0844-2.
- Grove, Richard H «Origins of Western Environmentalism». Scientific American, 267, 1, 1992, pàg. 42–47. DOI: 10.1038/scientificamerican0792-42.
- Grove, Richard. Green Imperialism: Colonial Expansion, Tropical Island Edens and the Origins of Environmentalism, 1600–1860.  Cambridge: Cambridge University Press, 1994. ISBN 0-521-56513-8.
- Hay, Peter. Main Currents in Western Environmental Thought (2002), standard scholarly history excerpt and text search
- Hughes, J Donald. An Environmental History of the World: Humankind's Changing Role in the Community of Life (Routledge Studies in Physical Geography and Environment).  Londres: Routledge, 2001. ISBN 978-0-415-13619-8.
- Hughes, J Donald. What is Environmental History? (What is History Series).  Cambridge: Polity Press, 2006. ISBN 978-0-7456-3189-9.
- Hughes, J Donald «Three Dimensions of Environmental History». Environment and History, 14, 2008, pàg. 1–12.
- Huxley, Thomas H. Man's Place in Nature.  Nova York (2003): Dover, 1863. ISBN 978-0-486-43273-1.
- McNeill, John R «Observations on the Nature and Culture of Environmental History». History and Theory, 42, 1, 2003, pàg. 5–43. DOI: 10.1046/j.1468-2303.2003.00255.x.
- MacEachern, Alan; Turkel, William J (eds). Method & Meaning in Canadian Environmental History.  Toronto: Nelson Education, 2009. ISBN 978-0-17-644116-6.
- Mancall, Peter C. "Pigs for Historians: Changes in the Land and Beyond". William and Mary Quarterly (2010) 67#2 pp. 347–375 in JSTOR
- Marsh, George P (David Lowenthal ed. 1965). Man and Nature; or, Physical Geography as Modified by Human Action.  Cambridge, Ma: Belknap Press of Harvard University, 1864.
- Martinez-Alier, J; Schandl, H «Introduction: Special Section: European Environmental History and Ecological Economics». Ecological Economics, 41, 2, 2002, pàg. 175–176. DOI: 10.1016/S0921-8009(02)00033-2.
- McNeill, J.R. «The State of the Field of Environmental History». Annual Review of Environment and Resources, 35, 2010, pàg. 345–374. DOI: 10.1146/annurev-environ-040609-105431.
- Merchant, Carolyn. The Columbia Guide to American Environmental History.  Nova York: Columbia University Press, 2002. ISBN 978-0-231-11233-8.
- Melosi, Martin V. «Humans, Cities, and Nature: How Do Cities Fit in the Material World?». Journal of Urban History, 36, 1, 2010, pàg. 3–21. DOI: 10.1177/0096144209349876.
- Mosley, Stephen. "Common Ground: Integrating Social and Environmental History," Journal of Social History, Volume 39, Number 3, Spring 2006, pp. 915–933; relation to Social history
- Nash, Roderick. The State of American History.  Chicago: Organization of American Historians and Quadrangle Books, 1970. ISBN 0-585-09291-5. «The State of Environmental History»[Enllaç no actiu]
- Nash, Roderick «American Environmental History: A New Teaching Frontier». Pacific Historical Review, 41, 3, 1972, pàg. 362–372. DOI: 10.2307/3637864. JSTOR: 3637864.
- Opie, John «Environmental History: Pitfalls and Opportunities». Environmental Review, 7, 1, 1983, pàg. 8–16.
- Robin, Libby, and Tom Griffiths, "Environmental History in Australasia," Environment and History, 10 (2004), pp. 439–74
- Warde, Paul; Sorlin, Sverker «The Problem of the Problem of Environmental History: A Re-reading of the Field and its Purpose». Environmental History, 12, 1, 2007, pàg. 107–130. DOI: 10.1093/envhis/12.1.107.Plantilla:Inconsistent citations
- Sedrez, Lise. (2011) "Environmental History of Modern Latin America" in A Companion to Latin American History, ed. Thomas H. Holloway. Wiley-Blackwell.
- Uekötter, Frank «The Old Conservation History – and the New: An Argument for Fresh Perspectives on an Established Topic». Historical Social Research, 29, 3, 2004, pàg. 171–191.
- Wakild, Emily (2011) "Environment and Environmentalism" in A Companion to Mexican History and Culture, William H. Beezley, ed. Wiley Blackwell.
- Warde, Paul; Sorlin, Sverker. Nature's End. History and the Environment.  Londres: Macmillan, 2009. ISBN 978-0-230-20346-4.
- White, Richard «Environmental History: The Development of a New Historical Field». Pacific Historical Review, 54, 3, 1985, pàg. 297–335. DOI: 10.2307/3639634. JSTOR: 3639634.
- White, Richard «Environmental History: Retrospect and Prospect». Pacific Historical Review, 70, 1, 2001, pàg. 55–57. DOI: 10.1525/phr.2001.70.1.55.
- Worster, Donald (ed). The Ends of the Earth: Perspectives on Modern Environmental History.  Cambridge: Cambridge University Press, 1988. ISBN 0-521-34846-3.
- Worster, Donald. The Wealth of Nature. Environmental History and the Ecological Imagination.  Oxford: Oxford University Press, 1993. ISBN 0-19-509264-3.